# Enchanted (canção)
"Enchanted" é uma canção gravada pela cantora e compositora norte-americana Taylor Swift. Foi inclusa em seu terceiro álbum de estúdio, Speak Now, lançado mundialmente em 25 de outubro de 2010. Composta pela própria com auxílio de Nathan Chapman na produção, é um tema de música power ballad com elementos notáveis de pop e rock. O seu conteúdo lírico é uma alusão sobre estar apaixonado por alguém após um primeiro encontro e se o sentimento será recíproco.
Em geral, foi recebida com opiniões positivas pela crítica especialista em música contemporânea; alguns deles elogiaram os vocais de Swift e sua habilidade como compositora. No lançamento inicial de Speak Now, "Enchanted" conseguiu estrear em duas tabelas musicais da revista estadunidense Billboard devido a um forte registo de vendas digitais, conseguindo uma certificação de ouro pela Recording Industry Association of America (RIAA). No Canadá, atingiu a 95.ª colocação no Canadian Hot 100. A fim de promovê-la, o tema foi apresentado ao vivo por diversas vezes pela cantora nas turnês Speak Now World Tour (2011—12) e The 1989 World Tour (2015). Após tornar-se viral no TikTok, aplicativo de compartilhamento de vídeo, "Enchanted" alcançou o 14º lugar em Singapura e o 74º no Reino Unido, da qual também foi emitido um certificado de prata pela British Phonographic Industry (BPI).

## Antecedentes e lançamento
Em 25 de outubro de 2010 o terceiro álbum de estúdio de Taylor Swift, Speak Now, foi lançado através da Big Machine Records. Suas composições foram assinadas exclusivamente pela cantora, a letra da faixa "Enchanted" foi inspirada em um homem da qual Swift se apaixonou após conhecê-lo na Cidade de Nova Iorque, e como esperava seguir adiante com a relação. A palavra "perplexa" foi utilizada na obra, pois estava nos e-mails enviados por seu interesse amoroso. Nos créditos da canção no encarte do disco, é contido a mensagem secreta "A-D-A-M". Inicialmente, "Enchanted" seria faixa-título de Speak Now, porém segundo Scott Borchetta esse título não era suficientemente adequado a temática da obra.
Após seu lançamento foi especulado que o tema seria inspirado no cantor e compositor Adam Young, o fundador do projeto musical Owl City. Em resposta, Young também disse estar admirado em conhecer Swift. Seguidamente apresentou uma versão cover de "Enchanted", da qual os trechos "por favor, não se apaixone por outra pessoa / por favor, não tenha ninguém esperando por você", foram alterados para: "Eu nunca estive apaixonado por outra pessoa / Eu nunca tive alguém esperando por mim / Você era todos os meus sonhos se tornando realidade / E eu só gostaria que soubesse, Taylor eu estava tão apaixonado por você". Apesar das especulações, a intérprete nunca confirmou ou negou que Young fosse o motivo da faixa.
Em outubro de 2011, Swift firmou parceria com a empresa Elizabeth Arden, Inc. para lançar a fragrância "Wonderstruck", cujo título faz referência à letra de "Enchanted". Após o sucesso desta, foi lançado em seguida "Wonderstruck Enchanted" no mês de julho de 2012.

## Crítica profissional
Em geral, "Enchanted" foi recebida com opiniões positivas pelos críticos especialistas em música contemporânea. Fazendo uma resenha sobre Speak Now para a revista Rolling Stone, Sheffield descreveu que "os vocais da intérprete no tema mostraram-se ser uma grande evolução". Incluindo-a entre os melhores lançamentos de Swift. Alex Macpherson, do The Guardian, elogiou a canção por demonstrar emoções de uma exatidão surpreendente. Escrevendo para o portal musical BBC Music, o jornalista Matthew Horton achou que a produção é "ideal para a rádio mainstream", enquanto a Slant Magazine ressaltou que o tema é um dos destaques de Speak Now.
Segundo uma lista publicada pelo The Daily Telegraph, "Enchanted" é a nona melhor canção de Swift. De acordo com outra listagem publicada por Erin Strecker, da Billboard, o tema é o quarta mais subestimado da artista. A revista Paste colocou-a na sétima posição das "158 Melhores Canções de Taylor Swift", ressaltando sua composição como narrativa e cativante. Na sua análise, Hannah Mylrea, da NME, destacou "a instrumentação [...] e o refrão autêntico". Em resposta à duração, Nate Jones ao blogue Vulture, afirmou que a faixa "não precisava ter seis minutos".

## Apresentações ao vivo

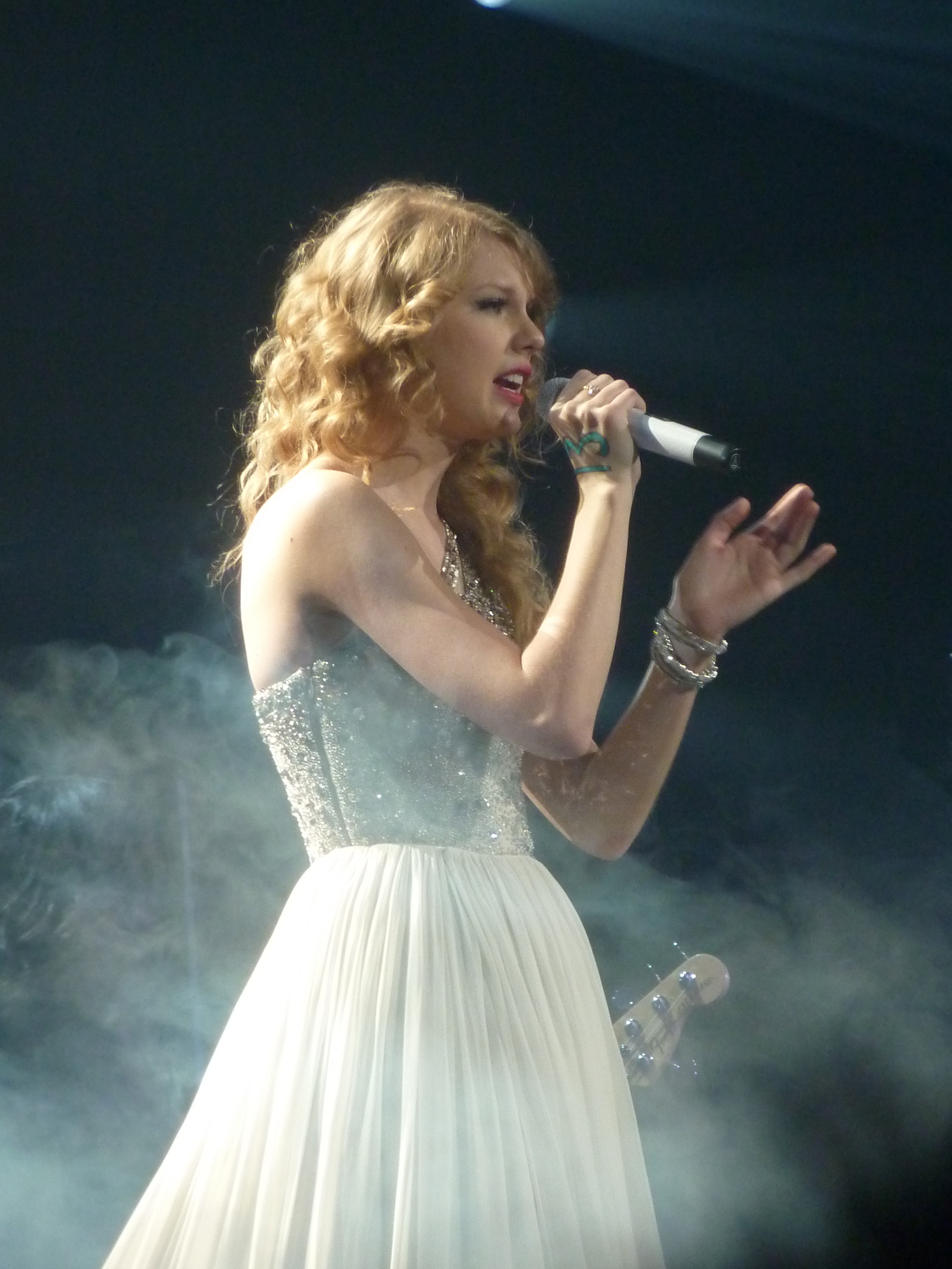
Swift interpretando "Enchanted" durante a Speak Now World Tour

A primeira apresentação ao vivo de "Enchanted" ocorreu no especial de Ação de Graças da NBC, que foi transmitido em 25 de novembro de 2010. Da qual também foi apresentado os bastidores da produção de Speak Now. A canção foi maioritariamente interpretada pela artista ao longo da turnê mundial Speak Now World Tour (2011—12), tendo sido inclusa no repertório como a décima terceira faixa, com suas interpretações decorrendo antes de "Dear John" e seguida por "Haunted". Enquanto, na The 1989 World Tour (2015) foi executada em um piano de cauda como parte de um mashup com "Wildest Dreams", tema do quinto álbum de estúdio de Swift.
Ademais, "Enchanted" foi interpretada em datas selecionadas da Red Tour (2012—13), como nos concertos em Denver e Portland, e como parte das "canções surpresas" na Reputation Stadium Tour em 22 de julho de 2018.
Atualmente, a canção está incluída na setlist da The Eras Tour, tendo sido interpretada em todos os shows da tour até o momento.

## Créditos
Os créditos seguintes foram adaptados do serviço Tidal:
Equipe
- Taylor Swift — composição, vocalista, produção, guitarra acústica
- Nathan Chapman — produção, guitarra acústica, banjo, baixo, piano digital, guitarra elétrica, bandolim, órgão, piano, sintetizador
- Chris Carmichael — arranjo de cordas
- Tim Lauer — hammond B3, piano
- Bryan Sutton — guitarra acústica
- Amos Heller — baixo
- Tim Marks — baixo
- Tommy Sims — baixo
- John Gardner — bateria
- Nick Buda — bateria
- Shannon Forrest — bateria
- Grant Mickelson — guitarra elétrica
- Mike Meadows — guitarra elétrica
- Paul Sidoti — guitarra elétrica
- Rob Hajacos — fiddle
- Al Wilson — percussão
- Eric Darken — percussão
- Smith Curry — guitarra ressonadora

## Desempenho comercial
| Tabela musical (2010)                        | Melhor posição |
| -------------------------------------------- | -------------- |
| Canadá (Canadian Hot 100)                    | 95             |
| Estados Unidos (Billboard Hot 100)           | 75             |
| Estados Unidos (Hot Country Songs)           | 11             |
| Tabela musical (2021)                        | Melhor posição |
| Austrália (ARIA)                             | 50             |
| Canadá (Canadian Hot 100)                    | 47             |
| Estados Unidos (Country Streaming Songs)     | 9              |
| Estados Unidos (Digital Song Sales)          | 37             |
| Estados Unidos (Hot 100 Recurrents)          | 4              |
| Estados Unidos (Streaming Songs)             | 32             |
| Mundo (Billboard Global 200)                 | 55             |
| Reino Unido (Official Audio Streaming Chart) | 74             |
| Singapura (RIAS)                             | 14             |

| Região                                                      | Certificação | Vendas   |
| ----------------------------------------------------------- | ------------ | -------- |
| Estados Unidos (RIAA)                                       | Ouro         | 500,000‡ |
| Reino Unido (BPI)                                           | Prata        | 200,000‡ |
| ‡vendas+dados de streaming baseados somente na certificação |              |          |

## Enchanted (Taylor's Version)
"Enchanted (Taylor's Version)" é a versão regravada de "Enchanted", lançada em 7 de julho de 2023, como a nona faixa do terceiro álbum regravado de Swift, Speak Now (Taylor's Version) (2023), por meio da Republic Records.

### Antecedentes e lançamento
Após a disputa com a Big Machine Records em 2019 sobre os direitos dos masters de seus primeiros seis álbuns, incluindo Speak Now, Swift anunciou sua meta de regravar cada um desses álbuns. Em 06 de abril, um dos dançarinos da The Eras Tour publicou um vídeo — já deletado pelo mesmo — de um trecho de "Enchanted (Taylor’s Version)", o que aumentou os rumores de um futuro anúncio do álbum. "Speak Now (Taylor's Version) foi anunciado em 5 de maio de 2023 durante a The Eras Tour e, mais tarde, lançado em 7 de julho de 2023.

### Desempenho comercial
| Tabela musical (2023)              | Melhor posição |
| ---------------------------------- | -------------- |
| Austrália (ARIA)                   | 7              |
| Canadá (Canadian Hot 100)          | 18             |
| Global 200 (Billboard)             | 11             |
| Grécia (IFPI)                      | 43             |
| Filipinas (Billboard)              | 4              |
| Irlanda (IRMA)                     | 4              |
| Malásia (Billboard)                | 17             |
| Malásia International (RIM)        | 3              |
| Nova Zelândia (Recorded Music NZ)  | 15             |
| Singapura (RIAS)                   | 2              |
| Reino Unido (OCC)                  | 15             |
| Estados Unidos (Billboard Hot 100) | 19             |
| Estados Unidos (Hot Country Songs) | 7              |
| Vietnã (Vietnam Hot 100)           | 39             |